# ژولیت پاول

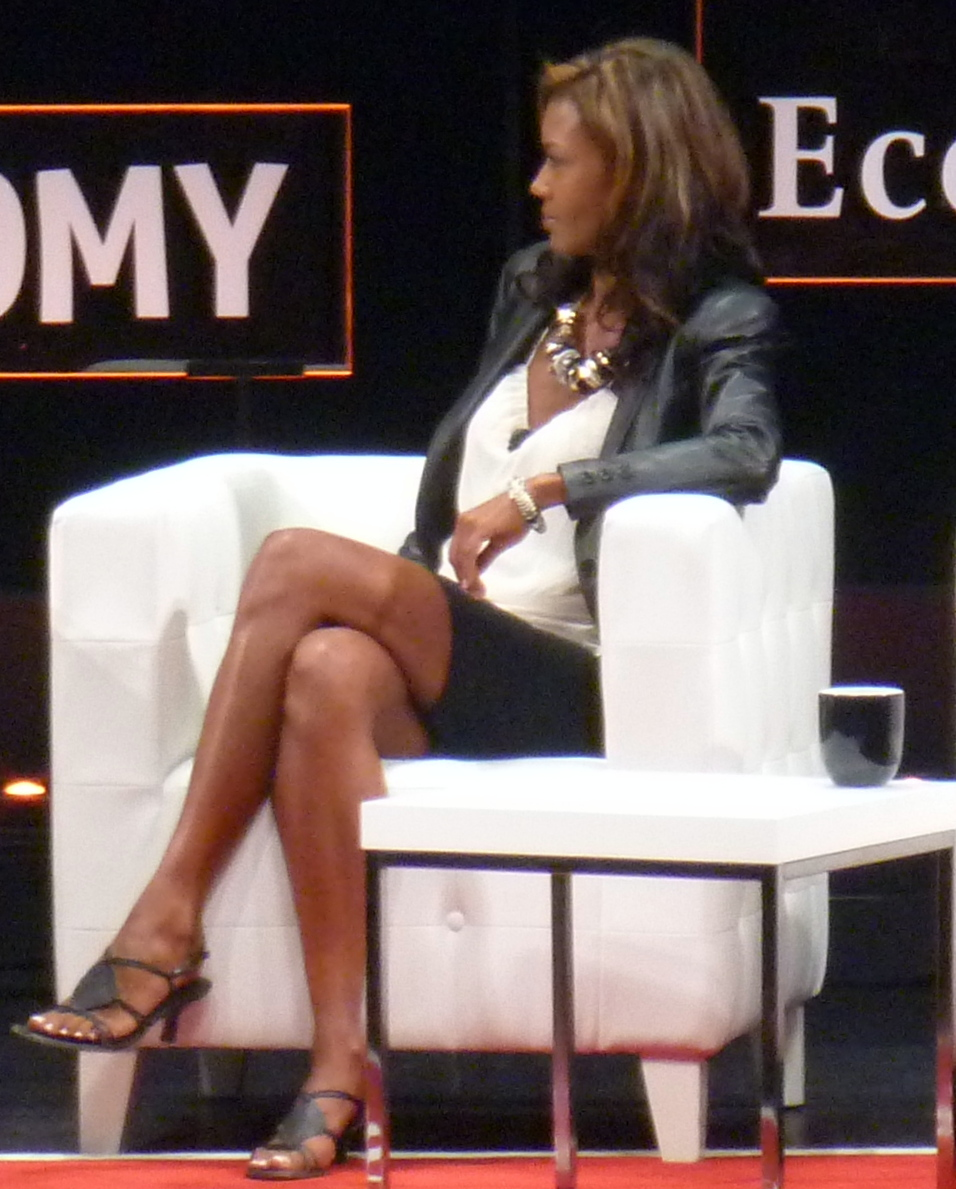
پاول در سال ۲۰۱۲

جولیت پاول یک متخصص رسانه ای، کارشناس اخلاق فناوری، مشاور تجاری و نویسنده آمریکایی‌تبار کانادایی است. او در سال ۱۹۸۹ صاحب عنوان دوشیزه کانادا شد. او اولین برنده سیاهپوست کانادایی این مسابقه است.
پاول در سال ۱۹۷۱ در منهتن نیویورک به دنیا آمد و در سن هشت سالگی به همراه مادر فرانسوی-کانادایی خود به مونترال، کبک نقل مکان کرد. او در دبیرستان در دروس ریاضی و علوم عالی بود و هفته‌ای دو بار شنا می‌کرد و اظهار داشت که خود را دانش‌آموزی خجالتی و نامحبوب می‌دید.